# Szymawon Arruszanian
Szymawon Arruszanian (ur. 2 stycznia 1903 w miejscowości Minkənd (obecnie w Azerbejdżanie), zm. w styczniu 1982 w Erywaniu) – radziecki i armeński polityk, przewodniczący Prezydium Rady Najwyższej Armeńskiej SRR w latach 1954–1963.
Od 1921 działacz Komsomołu, od 1926 WKP(b), w 1935 ukończył studia na Uniwersytecie Komunistycznym im. Jakowa Swierdłowa, od grudnia 1937 do marca 1938 ludowy komisarz rolnictwa Armeńskiej SRR, 1938–1939 II sekretarz Komitetu Miejskiego Komunistycznej Partii (bolszewików) Armenii w Erywaniu, 1939-1946 I sekretarz Komitetu Miejskiego KP(b)A w Leninakanie (obecnie Giumri), 1946–1947 sekretarz KC KP(b)A, 1949-1950 kierownik Głównego Zarządu Dróg przy Radzie Ministrów Armeńskiej SRR, 1950–1953 minister samochodowego transportu Armeńskiej SRR, 1953–1954 I sekretarz Komitetu Miejskiego KP(b)A w Erywaniu. Od 1 kwietnia 1954 do 3 kwietnia 1963 przewodniczący Prezydium Rady Najwyższej Armeńskiej SRR i równocześnie zastępca przewodniczącego Prezydium Rady Najwyższej ZSRR. 1956–1961 członek Centralnej Komisji Rewizyjnej KPZR. 1961–1966 kandydat na członka KC KPZR. Deputowany do Rady Najwyższej ZSRR od 1 do 6 kadencji. Odznaczony Orderem Lenina i Orderem Czerwonego Sztandaru Pracy (1940).